# Термінал ЗПГ Малакка
Термінал ЗПГ Малакка — інфраструктурний об'єкт для прийому та регазифікації зрідженого природного газу на західному узбережжі Малайського півострова.
Малайзія з початку 1980-х була експортером зрідженого природного газу. Проте основні родовища лежать у морі біля східної частини країни (острова Калімантан), тоді як розташована західніше Малая на початку 21-го століття почала відчувати дефіцит блакитного палива. Одні зі шляхів його покриття став імпорт з Індонезії (газопровід Натуна – Дуйонг, 2002 рік), проте невдовзі прийшлось звернутись до поставок зрідженого газу. У 2012 році завершилось спорудження першого в країні регазифікаційного терміналу, який розташували в Малацці у порту Sungei Udang. Потужність об'єкту становить 3,5 млн т ЗПГ на рік (4,9 млрд м3).
Цікавою особливістю проекту стала відмова від стаціонарних резервуарів, у яких зазвичай зберігається прийнятий газ. Для пришвидшення робіт та економії капітальних вкладень вирішили використати два старі газові танкери — Tenaga Satu і Tenaga Empat, які після перобладнання отримали назви FSU 1 та FSU 2. Їх перетворили у плавучі сховища ЗПГ (FSU, Floating storage unit), що пришвартовані з одного боку винесеного в море на 3,5 км пірсу. З іншого боку швартуватимуться газовози із вантажем ЗПГ, який спершу перекачуватимуть до плавучих сховищ, а потім подаватимуть на розташовану на пірсі установку регазифікації. Переобладнані у FSU судна повинні виконувати свої функції без постановки у док щонайменше протягом 20 років (загальний же строк їх експлуатації встановлено у 100 років). Кожне із плавучих сховищ має ємність у 128 000 м3. Глибини біля пірсу становлять 20 метрів, що дозволяє приймати газові танкери розміром від 130 000 до 220 000 м3.
Через термінал збираються постачати переважно газ з австралійського заводу Гладстоун ЗПГ (де має частку власник терміналу малайзійська компанія Petronas) та з Катару.